# CyberGraphX
CGX (skrót od nazwy CyberGraphX) – jeden z systemów obsługi kart graficznych w komputerach Amiga, wykorzystujący tryb chunky. Powstał w latach 90. XX wieku, a jego autorami byli Thomas Sontowski i Frank Mariak.
System CGX został wykorzystany przez firmę Phase5 do obsługi produkowanych przez nią kart graficznych CyberVision. Później także inni producenci wykorzystywali CGX do obsługi swoich kart graficznych. Powstały sterowniki umożliwiające uruchomienie systemu CGX na komputerach Amiga wyposażonych w układy graficzne AGA (czyli Amiga 4000, Amiga 1200, Amiga CD32), dzięki czemu można było uruchomić programy napisane tylko dla CGX bez użycia dodatkowej karty graficznej.
Systemem konkurencyjnym dla CGX był Picasso96.